# Sepúlveda
Sepúlveda is een gemeente in de Spaanse provincie Segovia in de regio Castilië en León met een oppervlakte van 123,99

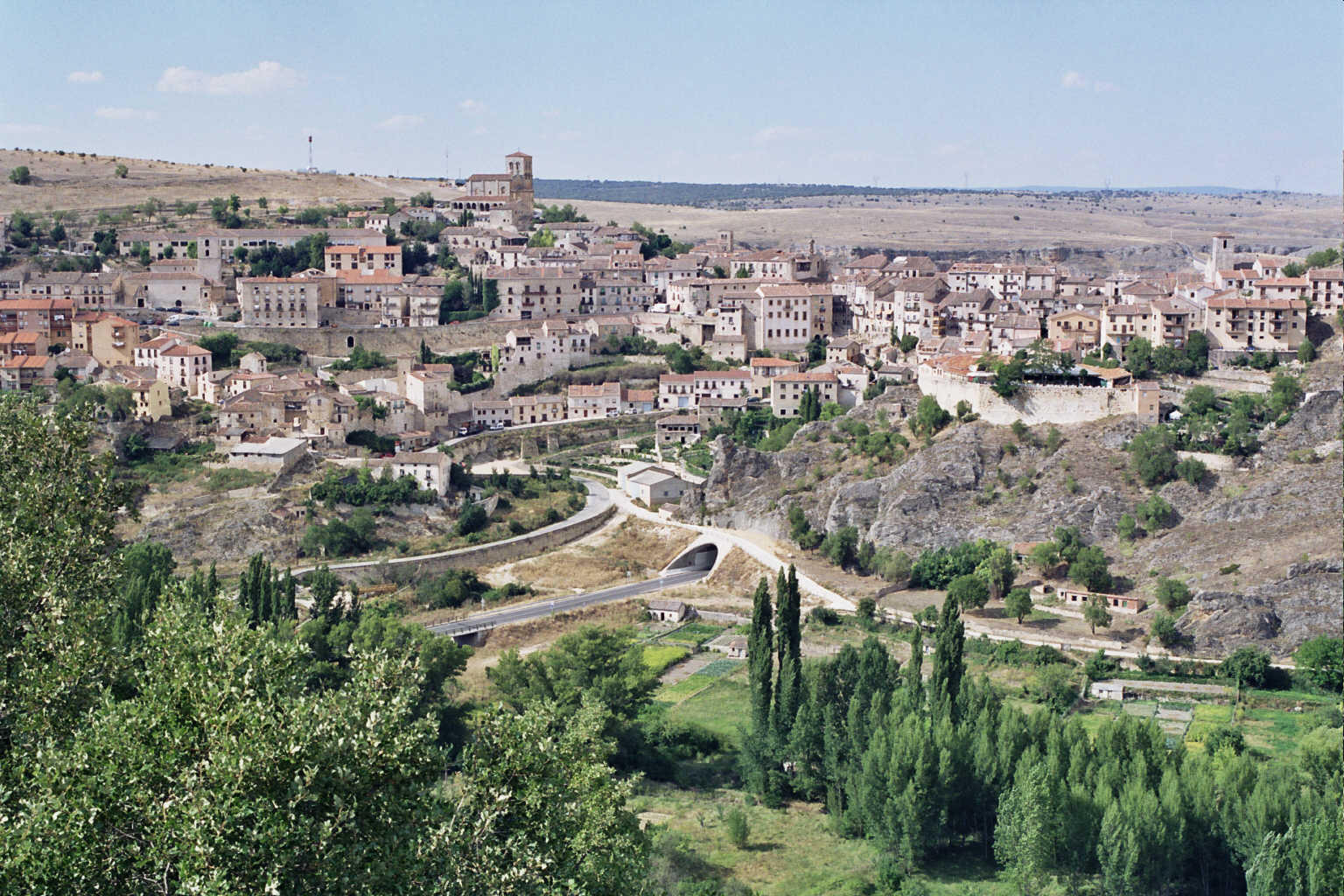
Sepúlveda
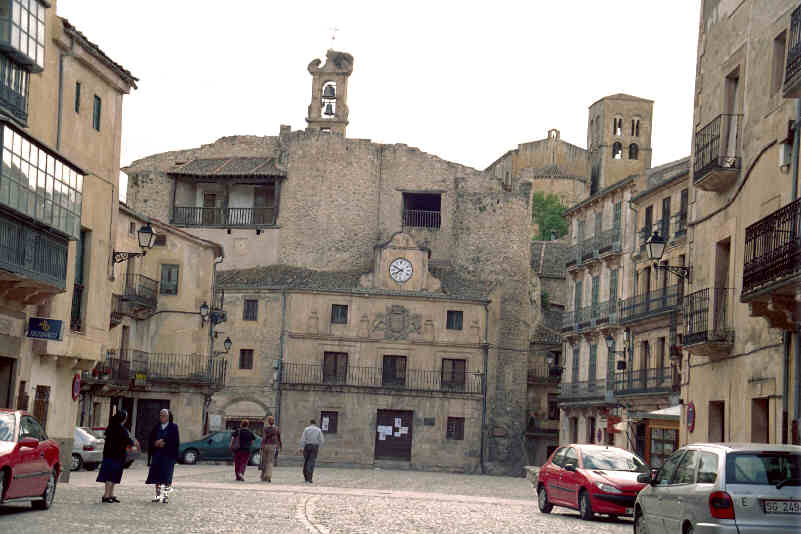
Plein in het centrum van Sepúlveda
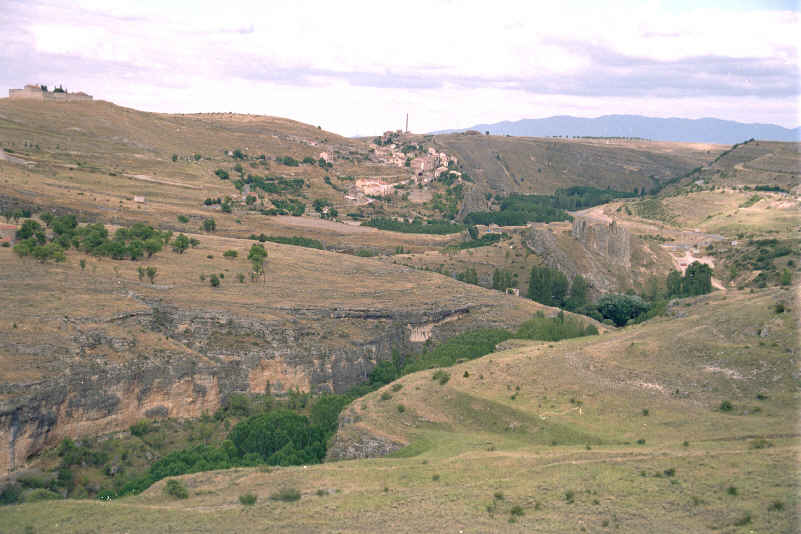
Omgeving van Sepúlvada